# Gladiator (roman)
Gladiator je roman o borilnih veščinah slovenskega pisatelja Silvestra Vogrinca. Sodi tudi v žanr športnega romana. Izšel je leta 2010 (COBISS)

## Snov in motiv
Roman razkriva svet kontaktnih borilnih veščin kot so kikboks, boks, K-1, vale tudo, UFC. Glavni junak Benjamin Marolt je prvak, šampion teh borilnih športov. V romanu spremljamo njegov vzpon, uspehe in pasti, ki jih prinaša slava. Zelo pomemben je odnos, ki ga ima s svojim trenerjem, saj le-ta ni zgolj njegov mentor, zaščitnik, manager, ampak tudi najboljši prijatelj ter očetovska figura, ki jo šampion še kako potrebuje, da ostane na pravi poti. Toda skušnjave so prehude. Prvak jim sčasoma podleže ter se vedno bolj zaplete z mariborskim podzemljem. Tudi v ljubezni doživlja pretrese. Sledi dramatičen konec, ko je treba plačati ceno slave in uspeha.
Zgodba iz Gladiatorja se nadaljuje v romanu Bojevnikova pot, v katerem Miha Marolt, Benjaminov sin, odkriva svoj bojevniško pot.

## Vsebina
Benjamin Marolt je v otroštvu debel in neroden, zato se vrstniki norčujejo iz njega. Filmski junaki ga navdušijo za borilne veščine. Začne trenirati pri znamenitem mojstru Milanu Prosenici, svetovnem prvaku v kung fuju. Vadba ga spremeni v vrhunskega atleta in šampiona. Dvakrat osvoji naslov profesionalnega evropskega prvaka v kikboksu in enkrat v low kiku, zmaguje pa tudi v boksu, vale tudu in razvpitem K-1. Poroči se z mladostno ljubeznijo Vesno. Rodi se jima sin Mihec. Ker mu športni dosežki ne prinašajo dovolj denarja, se poveže z botrom mariborskega podzemlja. Ta mu ponudi dobro plačano delo izterjevalca in varnostnika v nočnem klubu na Lentu. Tam spozna lepo Tino, ki postane njegova ljubica. V Las Vegasu zmaga na UFC-ju. Postane prepoznavna medijska osebnost. Loči se od Vesne in zaživi s Tino. Kot redar si nabere več sovražnikov. Eden od njih se mu maščuje. Pride do streljanja, v katerem umre Tina. Zaradi dela izterjevalca dobi leto dni zaporne kazni. Ko pride na svobodo, je izgubljen, kajti umrl je tudi trener Milan. Dnevi slave so minili, ostal je sam. V avtomobilu razmišlja o samomoru.

## Ocene
Gladiator je prvi slovenski roman o kikboksu in eno temeljnih del romana o borilnih veščinah. Kronološko je drugo tovrstno delo. Ima tudi vse značilnosti športnega romana.